# Palpares gratiosus
Palpares gratiosus is een insect uit de familie van de mierenleeuwen (Myrmeleontidae), die tot de orde netvleugeligen (Neuroptera) behoort. 
Palpares gratiosus is voor het eerst wetenschappelijk beschreven door Navás in 1929.